# CXCR3
CXCR3 (kurz für CXC-Motiv-Chemokinrezeptor 3, auch CD183) ist ein Rezeptorprotein aus der Familie der Chemokinrezeptoren. CXCR3 kommt insbesondere an der Oberfläche von Zellen des Immunsystems, wie beispielsweise T-Lymphozyten und Natürliche Killerzellen, vor. Dieser Rezeptor kann durch die Chemokine CXCL9 (MIG), CXCL10 (IP-10) und CXCL11 (I-TAC) stimuliert werden und vermittelt seine Effekte durch Aktivierung einer intrazellulären Signaltransduktionskaskade an der Gi-Proteine beteiligt sind. CXCR3 spielt bei der Entstehung entzündlicher Erkrankungen eine bedeutende Rolle und ist daher ein Ziel für die Entwicklung neuer Arzneistoffe.

## Vorkommen
CXCR3 kann innerhalb des blutbildenden Systems auf verschiedenen Lymphozyten, insbesondere aktivierten T-Lymphozyten und NK-Zellen, sowie auf Epithel- und Endothelzellen nachgewiesen werden. Zusammen mit dem Chemokinrezeptor CCR5 ist CXCR3 bevorzugt auf den für die zellvermittelte Immunabwehr verantwortlichen Typ1-T-Helferzellen (TH1-Lymphozyten) zu finden.

## Biochemie
CXCR3 wird durch ein Gen auf dem Chromosom 10 Genlocus q13 codiert. Es sind zwei verschiedene Isoformen von CXCR3 bekannt, die durch unterschiedliches Splicing entstehen: CXCR3-A und CXCR3-B. Beide Isoformen unterscheiden sich in der Länge ihrer N-terminalen Aminosäuresequenzen. CXCR3-B ist zusätzlich in der Lage, das Chemokin CXCL4 (PF-4) zu binden.
Strukturell gehört CXCR3 zu den G-Protein-gekoppelten Rezeptoren. Nach Anbindung der Chemokine CXCL9, CXCL10 oder CXCL11 wird eine Signaltransduktionskaskade im Zellinneren aktiviert, an der G-Proteine, Ca2+ und MAP-Kinasen beteiligt sind. Die Signaltransduktionskaskade schließt auch eine Aktivierung von Integrinen und Veränderungen im Zytoskelett ein. Diese sind Voraussetzungen für eine zielgerichtete Bewegung (Chemotaxis) von CXCR3-exprimierenden Zellen zu einem Chemokin-Gradienten hin während einer Entzündung.